# Блоне
Бло́нє (пол. Błonie) — місто в центральній Польщі, 27 км на захід від Варшави.
Належить до Варшавського-Західного повіту Мазовецького воєводства.

## Демографія
Блоне було королівським містом Корони Королівства Польського.
Демографічна структура станом на 31 березня 2011 року:
|          | Загалом | Допрацездатний вік | Працездатний вік | Постпрацездатний вік |
| -------- | ------- | ------------------ | ---------------- | -------------------- |
| Чоловіки | 5883    | 1124               | 4017             | 742                  |
| Жінки    | 6648    | 1094               | 3763             | 1791                 |
| Разом    | 12531   | 2218               | 7780             | 2533                 |

## Міста-побратими
- Корено-Аузоніо[6]

## Люди, пов'язані з містом
- Пйотр Адамчик — польський актор театру, кіно і телебачення
- Анджей Блавджін — польський велосипедист
- Мацей з Блоня — вчений, доктор вільних наук і медицини, придворний лікар королів Олександра Ягеллончика i Сигізмунда I Старого
- Міколай з Блоня — богослов, історик, проповідник, учень і викладач Яґеллонського університету, доктор канонічного права
- Наполеон I Бонапарт
- Ян Генрик Домбровський[7][8]
- Ґабріель Яновскі[9] — популярний польський політик, доктор сільськогосподарських наук, викладач університету, діяч опозиції в ПНР, сенатор I каденції, посол до сейму I, III i IV каденцій
- Ян Лубнєвскі — поет, військовий поліцейський, ветеран польської кампанії 1939 року
- Ігнацій Мосцицький (почесний громадянин міста)
- Юзеф Антоній Понятовський
- Анна Венджіковска — польська акторка, журналістка і телеведуча. Кореспондентка програми Dzień Dobry TVN

## Галерея

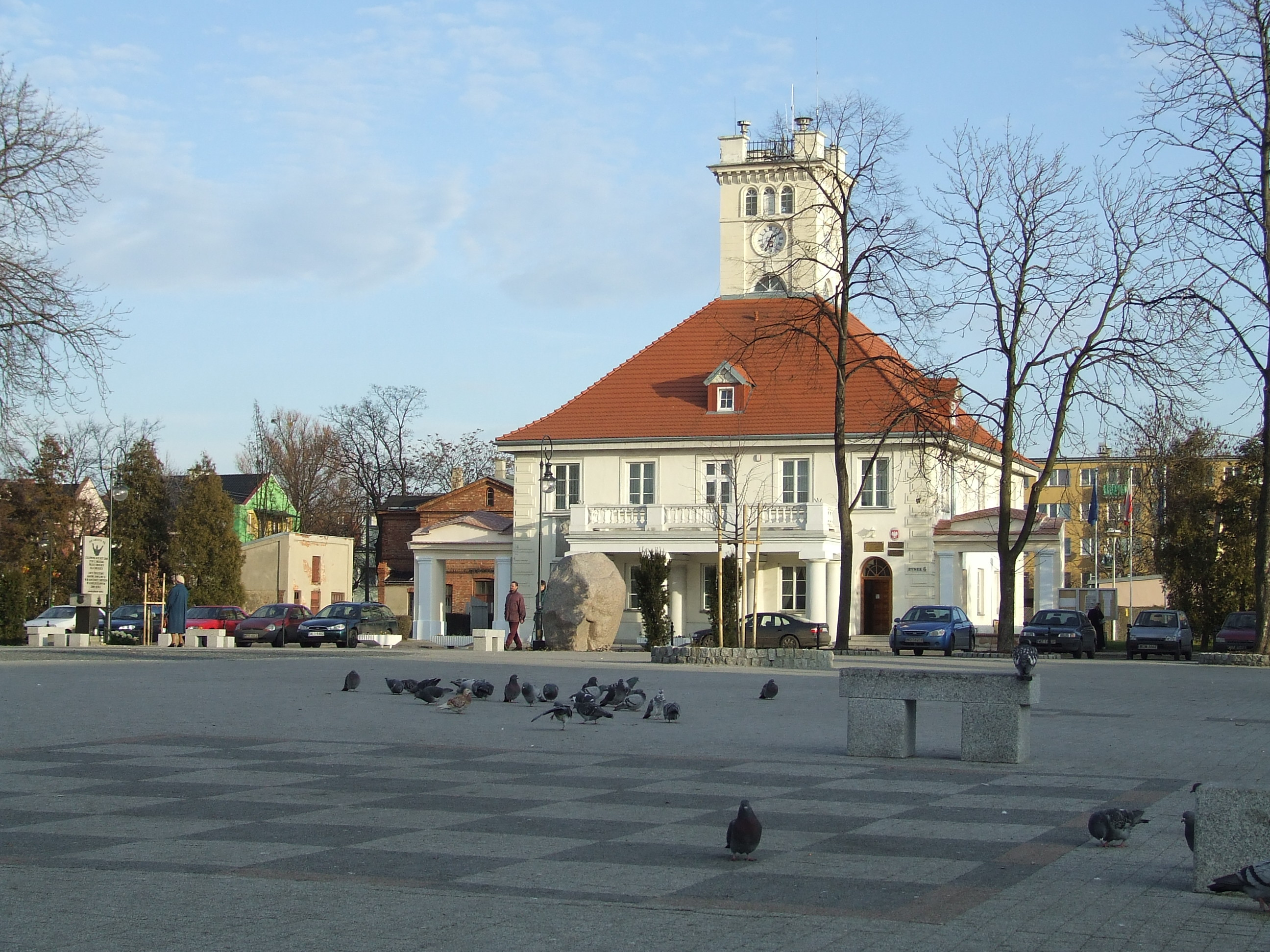
Ратуша (міськрада)
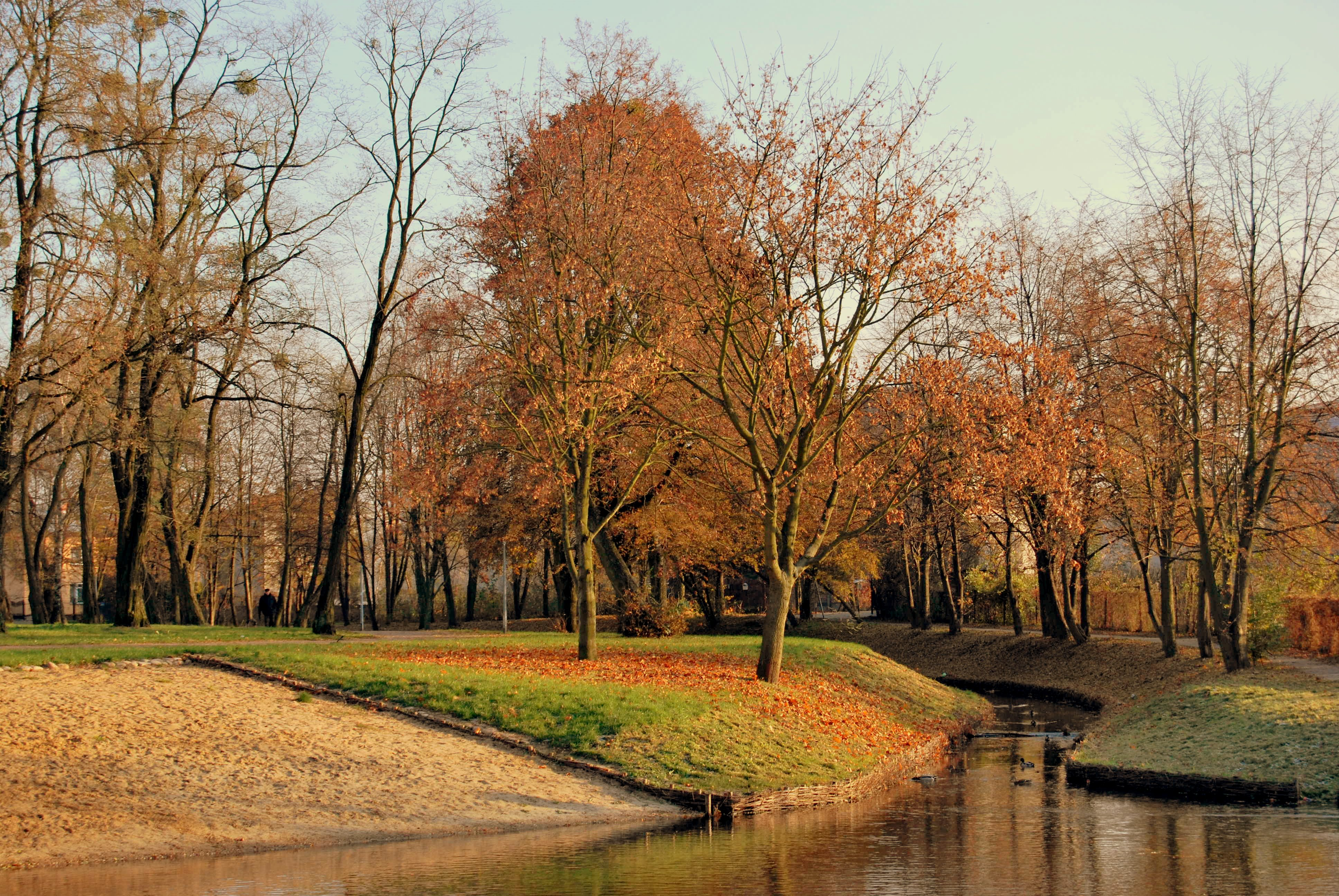
Міський парк "Байка"
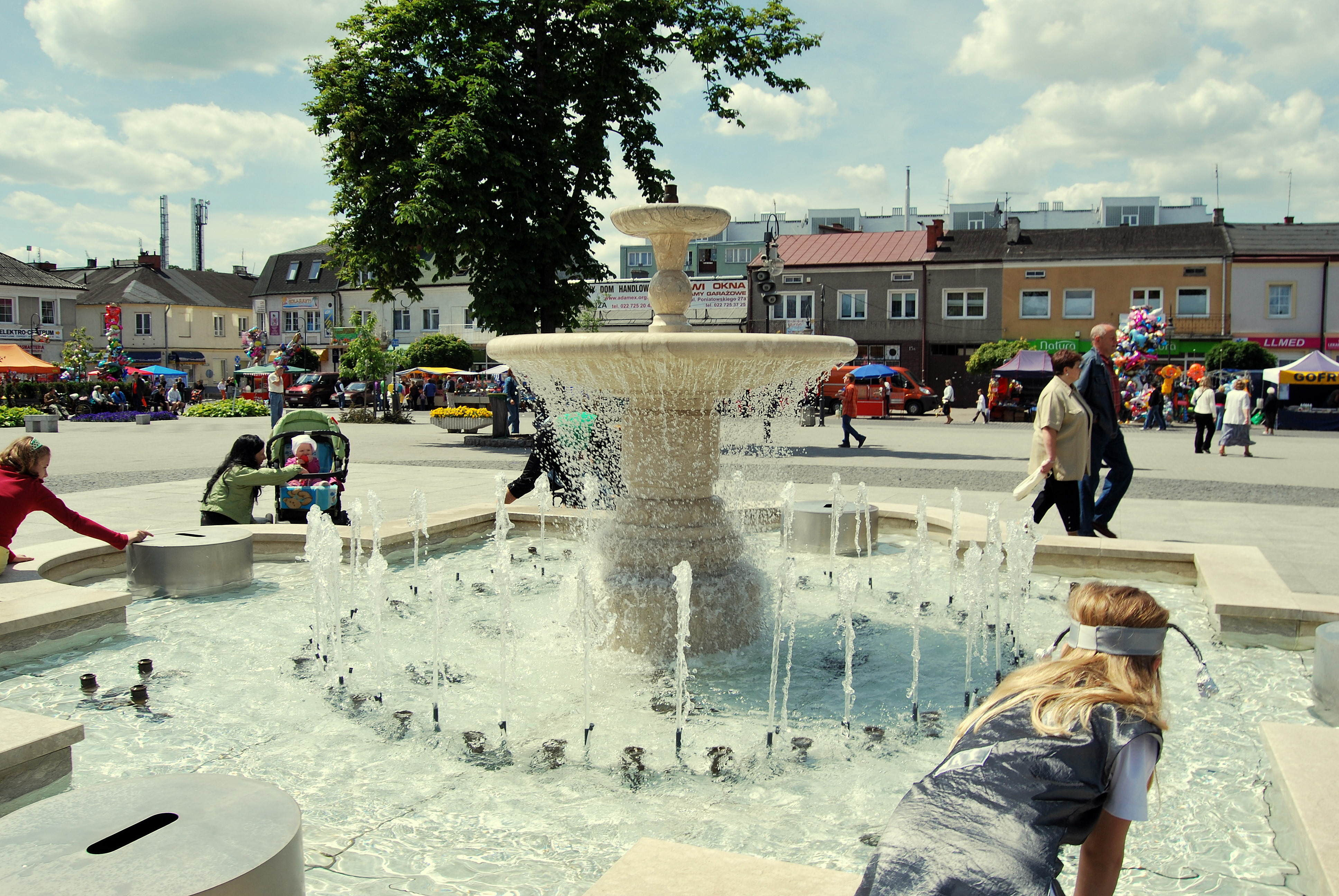
Фонтани в центрі міста